# Tsyklon-2 (foguete)

Foguete Tsyklon-2.

O foguete Tsyklon-2, em ucraniano Циклон-2, é um veículo de lançamento descartável ucraniano, anteriormente soviético, membro da família de foguetes Tsyklon.
O primeiro voo ocorreu em 6 de Agosto de 1969, e executou 106 lançamentos, o mais recente em 24 de Junho de 2006, tendo falhado apenas uma única vez.
Foram concebidas e produzidas duas versões desse veículo: a primeira com três estágios, chamada Tsyklon-2A, e a segunda com apenas dois, chamada apenas de Tsyklon-2.